# Йебоа, Тони
Э́нтони (То́ни) Йебо́а (англ. Anthony "Tony" Yeboah; род. 6 июня 1966, Кумаси) — ганский футболист, один из лучших футболистов в истории Ганы. Играл на позиции нападающего. На протяжении большей части карьеры выступал в Европе за клубы «Саарбрюккен», «Айнтрахт» из города Франкфурт-на-Майне, «Лидс Юнайтед» и «Гамбург».

## Клубная карьера
Один из лучших футболистов в истории Ганы. Йебоа в 22 года перебрался в Германию, где вскоре стал главной ударной силой франкфуртского «Айнтрахта». Два года подряд он становился лучшим бомбардиром Бундеслиги. Три сезона провёл в «Лидсе». В котором в итоге побил рекорд по силе удара на то время. Завершал карьеру в «Аль-Гарафе».

## Тренерская карьера
3 ноября 2008 года он был назначен новым председателем ганского клуба «Бечем Челси».

## Бизнес
Владелец двух отелей в Гане. Один из них находится в Аккре, другой в Кумаси. Оба отеля называются «Yegoala Hotel».

## Достижения
- Лучший бомбардир Ганской Премьер-лиги: 2 раза:
  - 1986
  - 1987
- Лучший бомбардир Немецкой Бундеслиги: 2 раза:
  - 1993 (20 голов, вместе с Ульфом Кирстеном)
  - 1994 (18 голов, вместе со Штефаном Кунцом)

## Личная жизнь
Тони Йебоа — кузен экс-игрока «Майнца» Майка Осея. Женат, имеет двух сыновей. Его племянники Кельвин, Самуэль, Найджел, Джованни и Эммануэль Агеманг — также футболисты.